# Henry Dundas (3e vicomte Melville)
Pour les articles homonymes, voir Henry Dundas et Melville.
Henry Dundas, 3e vicomte Melville (25 février 1801 - 1er février 1876) est un officier supérieur de l'armée britannique.

## Biographie
Fils aîné de Robert Dundas (2e vicomte Melville), et de sa femme Anne, il rejoint l'armée en tant que lieutenant des Scots Guards en 1819. Il est promu capitaine du 83e régiment en 1824, major en 1826 et lieutenant-colonel en 1829. En 1837, il s'emploie activement à réprimer la rébellion canadienne, après quoi il est nommé colonel et aide de camp de la reine Victoria en 1841.
Il est député de Rochester de 1826 à 1830 et de Winchelsea de 1830 à 1831.
En 1848–1849, il joue un rôle éminent en tant que brigadier-général, choisi pour commander la colonne envoyée de Bombay pour coopérer avec l'armée de Lord Gough lors de la Seconde Guerre anglo-sikhe. Il est commandant en second à la capture de Multan, puis rejoint l'armée principale avec ses troupes pour la bataille de Gujrat.
Il rentre en Angleterre en 1850 et devient le 3e vicomte Melville à la mort de son père en 1851. En 1854 il devient commandant en chef de l'Écosse  reste à ce poste jusqu'en 1860, année à laquelle il est nommé gouverneur du château d'Édimbourg . Il est élevé au rang de général en 1868.
Il meurt célibataire au château de Melville, près d’Édimbourg, en 1876. Il est enterré dans le simple Vault Dundas dans le Vieux Lasswade Kirkyard.
Son frère cadet, Richard Saunders Dundas, est un officier de marine éminent.